# 霍克森
霍克森（英語：Hoxne，/ˈhɒksən/），英格兰萨福克郡中萨福克区的一个古老的村庄，地处诺福克郡迪斯镇东偏南5英里（8公里）、韦弗尼河以南1.5英里（800米）。当地教区为不规则形状，包括霍克森村、十字街村和赫克菲尔德格林村，并有一个向南突出到英国皇家空军原霍勒姆机场一部分的尖角。
地质学上，英国更新世的一个分区“霍克斯尼亚阶”是用霍克森来命名的。